# Vinsobres
Vinsobres é uma comuna francesa na região administrativa de Auvérnia-Ródano-Alpes, no departamento de Drôme. Estende-se por uma área de 35,42 km². Em 2010 a comuna tinha 1 098 habitantes (densidade: 31 hab./km²).